# M876 motorway
Der im Jahr 1980 eröffnete M876 motorway (englisch für ‚Autobahn M876‘) ist eine Autobahn in Zentralschottland, die vom M80 motorway nordöstlich von Cumbernauld abzweigend zur Kincardine Bridge am River Forth führt, aber kurz vor dieser endet und in die A876 übergeht. Die Gesamtlänge beträgt 12,9 km. Auf rund 1 mi Länge verläuft sie gemeinsam mit dem M9 motorway, von dem sie sich bei Carronshore wieder trennt. Die Straße umgeht die Städte Falkirk und Stenhousemuir.